# 佐野浅夫
佐野 浅夫（さの あさお、本名：佐野 淺雄〈読み同じ〉、1925年〈大正14年〉8月13日 - 2022年〈令和4年〉6月28日）は、日本の俳優・声優、童話作家、実業家。アクターズ・セブン所属。身長168cm。神奈川県横浜市（現在の区分では保土ケ谷区）出身。

## 来歴・人物
実家は相模鉄道天王町駅近くの青果商。神奈川県立横浜第三中学校卒業。中学校の同期生には松山善三がいる。
太平洋戦争下の1943年（昭和18年）、日本大学専門部芸術科（現在の芸術学部）在学中、同窓の高山象三に誘われて劇団「苦楽座」に入団したことで俳優人生を歩み出した。18歳で入団した苦楽座では最年少で皆に可愛がられた。1945年、苦楽座は中国地方を慰問する移動演劇「櫻隊」に改称した。同年3月、佐野は本土決戦に備える特攻隊に応召し、劇団を離れた。丸山定夫、園井恵子、仲みどりら劇団員9人は8月6日の広島市への原子爆弾投下により後に全員が死亡し、櫻隊はこれにより壊滅した。佐野は軍隊を抜け出して、日本の敗戦後の8月20日頃、東京大学医学部附属病院に仲を見舞った。仲間の消息を訊こうとしたが、仲はベッドに寝たきりで何も訊けず、病室を後にした。「これまでは自分だけが生き残ったことが後ろめたかった。しかし、仲間を知る人がいなくなった今こそ」と62年間の沈黙を破り、2007年8月6日（月曜日）に東京都目黒区の五百羅漢寺で仲間への思いを初めて語り追悼した。『読売新聞』2007年8月6日や『東京新聞』『毎日新聞』でも戦争体験から反戦平和を述べている。
戦後、新協劇団を経て、劇団民藝の結成に参加。1971年の内部での対立により、下條正巳、鈴木瑞穂、佐々木すみ江らと共に退団する。
TBSテレビ系列のホームドラマや時代劇に多数出演。1993年から2000年まで『水戸黄門』で3代目水戸光圀役を演じたことで特に知られる。初代東野英治郎・2代目西村晃とは一味違い、庶民的で優しく慈悲深い「泣き虫黄門様」として親しまれた。光圀役に決まった時、東野英治郎に挨拶し、初代を長く演じて分身みたいなもので、他人が演じるのは嫌だと感じているだろうと思っていたら「よかった」と喜んでもらえて、本当に嬉しかったと回想している。光圀役としての出演回数は246回、太秦にある東映京都撮影所では自転車を乗り回していたという。
NHKラジオ第2放送の『お話でてこい』では、童話の朗読役として4000回を超える放送をこなした。創作童話の執筆にも取り組み、『せん爺さんの太鼓』などの著書がある。これらの功績を讃え、2001年に広島大学からペスタロッチー教育賞を授与されている。
1996年、勲四等瑞宝章を受章。
1998年に先妻・英子夫人に先立たれ、芸能活動を休止したが、2000年2月に21歳年下の育子夫人と再婚。
育子夫人と前夫（川村姓）との間の長男は大学教員、次男は競輪選手の川村晃司。2代目助さん及び5代目光圀役の里見浩太朗（本名：佐野邦俊）は従甥で、浩太朗の長男の佐野圭亮は族子にあたる。
2003年12月15日に放送された『水戸黄門 1000回記念スペシャル』では、服部半蔵役として自身の降板以来3年ぶりにゲスト出演。同作で水戸光圀役を降板後に再出演したのは佐野が唯一であった。
2006年5月2日放送の『名奉行! 大岡越前』第2シリーズ第3話「仇を追って40年…男と女、愛と憎しみのお白州！」にゲスト出演したのが事実上最後のドラマ出演となった。2008年に脳梗塞を発症し、その影響で視力が悪くなって以降は活動を控えるようになった。
2009年11月10日に亡くなった森繁久彌の葬儀には参列したほか、2013年時点では『水戸黄門』ドラマ当時の衣装を着て高齢者施設を訪問するボランティア活動を行っていた（89歳当時の2014年12月10日に撮影された写真も残されている）。また里見浩太朗によれば2019年にNHKで放送された『スローな武士にしてくれ』の撮影時、京都撮影所に撮影見学に来ていたという。
2022年5月12日に肺炎を起こし、約3週間入院。2022年6月28日（火曜日）午後9時59分、老衰のため京都市内の自宅で死去。96歳没。訃報は同年7月4日に所属事務所を通して公表された。関係者によれば同年5月12日に肺炎を患って入院。6月初旬に体調が好転したことで退院し、その後は自宅で過ごしていたが、死去当日に体調が急変し、妻に看取られて息を引き取ったという。

## 出演作品

### 映画
- 日本戦歿学生の手記 きけ、わだつみの声（1950年） - 山田軍曹
- 愛と憎しみの彼方へ（1951年） - 新聞記者A
- 真空地帯（1952年） - 地野上等兵
- 太陽の季節（1956年） - 江田
- 花の運河（1956年） - マジック芳
- 肉体の密輸（1956年） - パイラアの新助
- 街燈（1957年）
- 無法一代（1957年） - 喧嘩政
- マダム（1957年） - 着流しの男
- 夜は俺のものだ（1958年） - 岩蔵
- その女を逃すな（1958年） - 芦山巡査
- 哀愁の高速道路（1958年） - 倫野刑事
- 姿なき顔役（1958年） - 庄司部長刑事
- 荷車の歌（1959年）
- 野火（1959年） - 兵隊4
- その壁を砕け（1959年） -自動車販売店員
- 清水の暴れん坊（1959年）- 蕎麦屋の男
- 大学の暴れん坊 (1959年)
- 鉄火場の風（1960年）
- 幌馬車は行く（1960年）
- 波の塔（1960年）
- ガラスの中の少女（1960年）- 玩具工場社長
- 散弾銃の男（1961年） - 黒沼
- いのちの朝 (1961年) - 小田新二
- 街に気球があがる時（1961年） - 尾形専務
- 憎いあンちくしょう（1962年）
- 激流に生きる男（1962年）
- ぶらりぶらぶら物語（1962年、東宝)
- 雨の中に消えて（1963年、日活） - 佐山
- 俺の背中に陽が当る（1963年）
- 悪太郎（1963年） - 美津子の父・岡村医師
- 男の紋章 喧嘩状（1964年） - 深田刑事
- 生きている狼 (1964年、日活)
- 河内ぞろ 喧嘩軍鶏 (1964年、日活)
- 黒い海峡 (1964年、日活)
- 日本列島（1965年）
- マカオの竜（1965年）
- 秩父水滸伝 必殺剣（1965年）
- 赤い谷間の決斗（1965年）
- 河内カルメン（1966年） - 勘造
- けんかえれじい（1966年）
- 嵐を呼ぶ男（1966年） - 牧村
- 新・男の紋章 若親分誕生（1967年） - 丸谷惣平
- 夜霧よ今夜も有難う（1967年） - 宮武刑事
- 反逆 (1967年、日活)
- 黒部の太陽（1968年）
- 私が棄てた女（1969年） - 医者
- 地の群れ（1970年）- 家弓勇次
- ずべ公番長 はまぐれ数え唄（1971年） - 村山
- 麻薬売春Gメン（1972年） - 山本
- 藍より青く（1973年）
- 狼よ落日を斬れ（1974年） - 山口金五郎
- ザ・ドリフターズの極楽はどこだ!!（1974年） - 赤垣源造
- 県警対組織暴力（1975年） - 吉浦勇作
- 男はつらいよ 寅次郎夕焼け小焼け（1976年） - 鬼頭
- 事件（1978年） - 上田喜平
- 日蓮（1979年） - 宿屋光則
- 五番町夕霧楼（1980年）
- 遥かなる走路（1980年）
- 燃える勇者（1981年） - 坂本和平 ※特別出演
- 陽炎座（1981年） - 院長
- お葬式（1984年） - 黒崎
- 愛の陽炎（1986年）
- 動天（1991年）
- 大いなる完 ぽんの（1998年） - 石田茂

など

### テレビドラマ
- 私は貝になりたい（1958年10月31日、TBS） - 西沢
- 松本清張シリーズ「一年半待て」（1965年、関西テレビ） - 須村要吉
- 肝っ玉かあさん（第3シリーズ）（1971年、TBS） - 堀川長吉
- 大河ドラマ（NHK総合）
  - 天と地と（1969年） - 近衛前嗣
  - 勝海舟（1974年） - 鉄五郎
  - 風と雲と虹と（1976年） - 平国香
  - 獅子の時代（1980年） - 畳屋平吉
- 柳生十兵衛 第3話「片眼剣法」（1970年、フジテレビ） - 大鳥勘兵衛
- 大江戸捜査網 第41話「帰って来た花嫁」（1970年、12ch / 日活） - 葛城妖斎
- 天皇の世紀 第5話「大獄」（1971年、朝日放送 / 国際放映） - 沼崎吉五郎
- ありがとう（TBS）
  - 第2シリーズ（1972年 - 1973年） - 島省三
  - 第3シリーズ（1973年 - 1974年） - 中央玉之輔
  - 第4シリーズ（1974年 - 1975年） - 三友金吾
- 鉄道100年 大いなる旅路（1972年、日本テレビ）
- 連続テレビ小説（NHK総合）
  - 藍より青く（1972年）
  - 鮎のうた（1979年）
- おやじ山脈（1972年 - 1973年、TBA） - 愛甲源四郎
- 旗本退屈男（1973年、NET） - 杉浦権之兵衛
- 鞍馬天狗（1974年、日本テレビ） - 黒姫の吉兵衛
- じゃがいも（1973年 - 1974年、NET）
- 6羽のかもめ（1974年、フジテレビ）
- 銀河テレビ小説 （NHK総合）
  - 江分利満氏の優雅な生活（1975年） - 盛助
  - 夏の故郷（1976年） - 山影重一
  - 幻のぶどう園（1976年）
  - 昭和の青春シリーズ2 春の城（1977年）- 耕二の父
- 明日がござる（1975年 - 1976年、TBS）
- 松本清張シリーズ・事故（1975年、NHK総合） - 高田悠蔵
- 鬼平犯科帳（主演：丹波哲郎） 第20話「川越の旦那」（1975年、NET / 東宝） - 墓火の秀五郎
- ナショナル劇場（TBS）
  - 水戸黄門（C.A.L）
    - 第6部 第29話「黄門さまの頑固くらべ -木更津-」（1975年10月13日） - 碇屋嘉六
    - 第7部 第29話「花嫁になったお新 -飯田-」（1976年12月6日） - 文七
    - 第10部 第20話「名工二代志野茶碗 -多治見-」（1979年12月24日） - 市右衛門
    - 第12部 第5話「名月木曾節仁義 -木曽福島-」（1981年9月28日） - 清助
    - 第13部 第9話「危機一髪！火薬小屋の対決 -岡崎-」（1982年12月13日） - 喜平次
    - 第15部 第28話「助さんは替え玉亭主 -岐阜-」（1985年8月5日） - 松屋茂右ヱ門
    - 第16部 - 藤林無門
      - 第9話「闇を裂く忍びの死闘 -吉野-」（1986年6月23日）
      - 第10話「悪を断った鍾馗の舞 -若山-」（1986年6月30日）

    - 第19部 第17話「輪島塗りに潜む罠 -輪島-」（1990年1月22日） - 喜代作
    - 第21部 第14話「瞼の父は偽黄門 -宇和島-」（1992年7月6日） - 笹岡彦兵衛
    - 第22部 - 第28部（1993年 - 2000年） - 主演・水戸光圀 役
    - 第22部 第26話「誘拐された黄門さま -豊岡-」（1993年11月8日） - 加納屋光兵衛 ※一人二役
    - 第24部 第6話「お髭を染めた黄門さま -大坂-」（1995年10月23日） - 河内屋吉右衛門 ※一人二役
    - 第27部 第19話「二人のご隠居 -村上-」（1999年7月26日） - 三面屋 ※一人二役
    - 1000回記念スペシャル （2003年12月15日） - 服部半蔵

  - 水戸黄門外伝 かげろう忍法帖 第1話「世の悪人輩よ覚悟しな!女は怖いぞくノ一忍法 -大和・郡山-」（1995年5月22日、C.A.L） - 藤林無門 ※水戸光圀との一人二役
  - 大岡越前（C.A.L）
    - 第6部 第28話「女掏摸が越前の娘」（1982年9月13日） - 寅松
    - 第7部 第1話「大岡越前」（1983年4月18日） - 川本弥兵衛
    - 第8部 第1話「大岡越前」（1984年7月16日） - 鎌倉河岸の文蔵
    - 第10部 - 第13部 第17話、ナショナル劇場50周年記念特別企画スペシャル（1988年 - 1993年、2006年3月20日） - 佐橋孫兵衛
- 油断!（1976年、フジテレビ）
- 伝七捕物帳 第95話「人情むらさきのれん」（1976年、日本テレビ）- 弥助
- 華麗なる刑事（1977年、フジテレビ / 東宝） - 上条安雄刑事課長
- 江戸の鷹 御用部屋犯科帖 第35話「策謀！女賊の罠」（1978年、テレビ朝日） - 水町弥衛門
- 東芝日曜劇場
  - 松本清張おんなシリーズ・張込み（1978年4月2日、TBS） - 横川
  - こぎとゆかり（1978年11月12日、CBC） - 川島武夫
- そば屋梅吉捕物帳 第12話「炎と燃える十手花」（1979年、12ch / 国際放映） - 村井源兵衛
- 土曜ワイド劇場（テレビ朝日）
  - 歪んだ星座 受験戦争連続殺人（1979年） - 前島警部
  - 夜の終る時 警官殺しを追え!（1979年）
  - 松本清張の書道教授・消えた死体（1982年、松竹）
  - エステサロン白い肌殺人事件2（1998年） - 加藤刑事
  - 事件シリーズ11（2004年）
- 家路〜ママ・ドント・クライ（1979年、TBS） - 唐沢鶴吉
- 家路PART2（1979年 - 1980年、TBS） - 唐沢鶴吉
- ミラクルガール 第13話「謎の連続婦女暴行事件」（1980年、12ch / 東映） - 田川刑事
- 裸の大将放浪記 （関西テレビ）
  - 第1話「裸の大将放浪記」（1980年） - 吉太郎
  - 第22話「清と赤い自転車」（1987年） - 日之出屋食堂の主人
  - 第43話「清がサーカスにやってきた」 (1990年) - サーカス団の団長・栗山孝之
- 戦後史実録シリーズ 空白の900分 -国鉄総裁怪死事件-（1980年、NHK総合） - 和久井
- 太陽にほえろ!（日本テレビ / 東宝）
  - 第437話「ニセモノ・ほんもの」（1980年） - 若林
  - 第552話「或る誤解」（1983年） - 三好秀平
- 土曜ドラマ（NHK総合）
  - 山田太一シリーズ タクシー・サンバ（1981年）
  - 新十津川物語（1991年） - 留吉
  - チロルの挽歌（1992年） - 室津喜八
- 男子の本懐（1981年、NHK総合） - 小泉又次郎
- あした幸福（1981年、TBS）
- 時代劇スペシャル 清水次郎長 2 風雲流れ旅（1982年、フジテレビ / 東映 / オフィス・ヘンミ） - 深見の長兵衛
- 3年B組貫八先生（1982年 - 1983年、TBS）
- 松平右近事件帳（1982年 - 1983年、日本テレビ） - 新八
- 月曜ワイド劇場「深川通り魔殺人事件」（1983年、テレビ朝日）- 軍平の父親
- 日本の面影（1984年、NHK総合） - 稲垣金十郎
- 刑事物語'85（1985年、日本テレビ） - 宇田川右太郎
- 破獄（1985年4月6日、NHK総合） - 網走刑務所長
- 忠臣蔵（1985年、日本テレビ） - 林大学頭
- 長七郎江戸日記 第2シリーズ 第31話「同心物語 父ありき」（1988年、日本テレビ） - 加納半兵衛
- 火曜スーパーワイド 「花ふぶき女スリ三姉妹シリーズ」（1988年 - 1991年、朝日放送） - 堀田
- ゴリラ・警視庁捜査第8班 第1話「ポリス・アドベンチャー」（1989年、テレビ朝日） - 源造
- また又・三匹が斬る! 第3話「出雲路は、騙し騙され白兎」（1991年、テレビ朝日） - 作造
- 銭形平次 第1シリーズ 第2話「茶室の殺人」（1991年、フジテレビ）
- 月曜ドラマスペシャル「忠治旅日記」（1992年、TBS） - 日光の円蔵
- 影狩り（1992年、フジテレビ / 国際放映） - 土岐将監
- 月曜ドラマスペシャル「松本清張作家活動40年記念・迷走地図」（1992年、TBS） - 鍋屋健三
- 社長になった若大将 （1992年、TBS） - 板橋長太郎
- 新・三匹が斬る! 第3話「消えた女房、砂金地獄に咲いた花」（1992年、テレビ朝日） - 与兵衛
- 長崎ぶらぶら節 （2001年、テレビ朝日）
- 山田風太郎 からくり事件帖-警視庁草紙より- 第5話（2001年、NHK） - 駒井信興 ※小林桂樹の代役
- 女と愛とミステリー（テレビ東京）
  - 豪華客船クルーズ殺人案内（2001年） - 鷹頭
  - 密会の宿(3)（2005年） - 新庄保
- 火曜サスペンス劇場（日本テレビ）
  - 取調室18（2002年） - 早見幹也
  - 軽井沢ミステリー4（2003年） - 松木吾郎
- ゆうれい、貸します〜お染・恋の七変化〜 第4話（2003年、NHK総合） - 惣右衛門 役
- 子連れ狼 第二部 第1話（2003年、テレビ朝日） - 三輪主水正
- 犬神家の一族（2004年、フジテレビ） - 古館恭三
- 忠臣蔵（2004年、テレビ朝日） - 堀部弥兵衛
- 名奉行! 大岡越前 第2シリーズ 第3話（2006年、テレビ朝日） - 諏訪屋左兵衛 ※実質的な最後の出演作品
- 復讐のダイヤモンド（2002年、テレビ朝日） - 郷原 ※放送は2006年

### 吹き替え

#### 映画
- アラビアのロレンス - アレンビー将軍（ジャック・ホーキンス）※日本テレビ版
- 大いなる西部 - ヘンリー・テリル少佐（チャールズ・ビックフォード）※NETテレビ旧版
- 恐怖の報酬 - ジョー（シャルル・ヴァネル）日本テレビ版
- 権力と陰謀 大統領の密室 - アスカー・スコット・アンダーソン前大統領（アンディ・グリフィス）
- 史上最大の作戦 - バンダーボルト中佐（ジョン・ウェイン）NETテレビ版
- チャンス - 庭師のチャンス（ピーター・セラーズ）※テレビ朝日版
- 野望の階段 - アーカート（イアン・リチャードソン）
- リオ・グランデの砦 - カービー・ヨーク中佐（ジョン・ウェイン）※フジテレビ版
- ロンゲスト・ヤード - ヘイゼン刑務所長（エディ・アルバート）※テレビ朝日版

#### ドラマ
- 華麗な探偵ピート&マック - フランク・マクブライド（エディ・アルバート）
- 刑事コロンボシリーズ - パトリック・マクグーハン
  - 祝砲の挽歌 - ライル・C・ラムフォード大佐
  - 仮面の男 - ネルソン・ブレナー
- シャーロック・ホームズの冒険 「まがった男」 - ヘンリー・ウッド（ノーマン・ジョーンズ）

### ラジオ
- 吼えろ!（1962年11月18日、朝日放送） - 座員B
- FMシアター（NHK-FM）
  - 翔べ!マイ・フレンド（1989年）
  - クレイム / 焼跡の主（1999年） - ガニー
- お話でてこい（1954年 - 2008年、NHKラジオ第2放送）[14]

### ナレーション
- 山のこだま（1972年、日映科学映画製作所）
- 人間は何を食べてきたか 第1シリーズ（1984年、NHK BS1）※翌年の1985年に総合テレビ、BS1で総集編。教育テレビで5回に分けて放送。
- 新春5時間時代劇スペシャル「独眼竜の野望 伊達政宗」（1993年1月3日、テレビ朝日）
- 元禄太平記・忠臣蔵討入の助っ人たち（1995年、テレビ朝日）

### バラエティ
- ゲーム ホントにホント?（1975年 - 1978年、NHK総合）
- ほんパラ!関口堂書店（2000年、テレビ朝日）
- いつでも笑みを!（2000年、関西テレビ）
- 上沼恵美子のおしゃべりクッキング（2000年、朝日放送）
- 徹子の部屋（2000年12月13日、2009年1月15日、テレビ朝日）
- 料理バンザイ!（2001年、テレビ朝日）
- 笑顔がいちばん!（2001年、TBS）
- スタジオパークからこんにちは（2001年、NHK総合）
- いのちの響（2002年、TBS）
- いい旅・夢気分（2004年 - 2006年、テレビ東京）
- 最終警告!たけしの本当は怖い家庭の医学（2008年12月2日、朝日放送）

### CM
- 武田薬品工業 ハイベンザ
- サントリー ウイスキー「白角」 - 水戸黄門役
- ナショナル自転車工業 電動アシスト自転車「陽のあたる坂道」 - 水戸黄門役

## 著書
- 『お話でてこいのおじさんのお話』ひかりのくに, 1990年7月
- 『せん爺さんの太鼓』鴇田幹絵. 舵社, 1995年8月